# Gyűrűs
Gyűrűs község Zala vármegyében, a Zalaegerszegi járásban.

## Fekvése
Zalaegerszegtől kelet-északkeletre, Zalaistvánd és Orbányosfa között fekszik. Zsákfalunak tekinthető, közúton ugyanis csak a 7362-es útból Kemendollár és Zalaistvánd határvonalán keletnek kiágazó, szűk másfél kilométer hosszú, 73 219-es számú úton érhető el.

## Története
Gyűrűs az őskor óta lakott hely. Az oklevelekben 1292-ben szerepel, mint a Ják nembeli Sitkei család ősi birtoka, Dyrus néven. Régi egyházas hely, a török többször is elpusztította a falut, 1624-ben is lakatlan pusztaként említették. 1657-ben birtokosa Sitkey Gábor szabadságlevelet adott a gyűrűsi faluhelyre települőknek.
A 18. században települt újra, ekkor már a Felsőbüki család birtoka.
1782-ben a falu két részből; Gyűrűs és Kis-Gyűrűs részekből állt. 1802-ben 226 lakosa volt a településnek. Az 1832-es összeíráskor Gyűrűst már 945 ember lakta.

## Közélete

### Polgármesterei
- 1990–1994: Farkas Ottóné (független)[4]
- 1994–1998: Nagy-Kolozsvári István Előd (független)[5]
- 1998–2002: Dr. Krasznai Ákos György (független)[6]
- 2002–2006: Dr. Krasznai Ákos György (független)[7]
- 2006–2010: Dr. Krasznai Ákos György (független)[8]
- 2010–2014: Bertalan Tibor (független)[9]
- 2014–2019: Bertalan Tibor (független)[10]
- 2019–2024: Bertalan Tibor (független)[11]
- 2024– : Bertalan Tibor (független)[1]

## Népesség
A település népességének változása:
| Lakosok száma | 96   | 101  | 98   | 77   | 78   | 80   | 81   |
|               | 2013 | 2014 | 2015 | 2021 | 2022 | 2023 | 2024 |

A 2011-es népszámlálás idején a nemzetiségi megoszlás a következő volt: magyar 82,45%, cigány 11,4%, német 5,3%. A lakosok 91,5%-a római katolikusnak, 5,32% felekezeten kívülinek vallotta magát.
2022-ben a lakosság 80,8%-a vallotta magát magyarnak, 6,4% németnek, 1,3% cigánynak, 5,1% egyéb, nem hazai nemzetiségűnek (16,7% nem nyilatkozott; a kettős identitások miatt a végösszeg nagyobb lehet 100%-nál). Vallásuk szerint 38,5% volt római katolikus, 2,6% evangélikus, 1,3% református, 9% felekezeten kívüli (48,7% nem válaszolt).

## Ismert személyek
- Itt született 1931. március 5-én Villányi Miklós magyar politikus, mezőgazdasági és élelmezésügyi minisztériumi államtitkár, majd a Grósz-kormány és a Németh-kormány pénzügyminisztere.